# Epistolografie
Epistolografie of briefliteratuur (< ἐπιστολή / epistolḗ (brief) + γράφειν / gráphein (schrijven)) is "(de kunst van) het schrijven van een brief" en is de benaming in de literatuurwetenschap voor een literair genre van briefschrijven, brievenverzamelingen (deze maken de correspondentie van een persoon of organisatie toegankelijk en worden ook wel in boekvorm uitgegeven.) en de wetenschappelijke studie van deze (briefschrijfleer).
In de epistolografie maakt men het onderscheid tussen verscheidene soorten brieven, zoals de open brief (gericht tot een breed publiek, met als varianten: de ingezonden brief en het epistel (brief van een apostel)), de lesbrief (bedoeld ter onderrichting, vaak filosofisch van aard, zoals de Brieven aan Lucilius van Lucius Annaeus Seneca), de dichterlijke brief (brief in dichtvorm, bijvoorbeeld de Tristia en Epistulae ex Ponto van Publius Ovidius Naso), de fictieve brief (bijvoorbeeld de Heroides van Publius Ovidius Naso; een variant hierop is de briefroman), de zakelijke brief, de bestuurlijke brief (waartoe de circulaire behoort) en de literaire brief.
De epistolografie nam reeds in de oudheid een hoge vlucht en zou ook nog in de middeleeuwen en nieuwe tijd blijven voortleven.